# Bad Day L.A.
American McGee presents: Bad Day L.A. là một trò chơi máy tính thuộc thể loại hành động góc nhìn thứ ba của American McGee do hãng Aspyr Media phát triển và Enlight Software cùng The Mauretania Import Export Company phát hành vào năm 2006.

## Cốt truyện
Game bắt đầu bằng cảnh kẹt xe nhốn nháo ở thành phố Los Angeles, mà nguyên nhân chính bắt nguồn từ một cuộc cãi vã tay đôi giữa tay tài xế và một gã lang thang làm choán hết lối đi. Gã lang thang đó có tên là Anthony Williams và mấy trận ẩu đả như vậy đối với gã diễn ra thường xuyên. Có điều, ngay cả trong mơ gã cũng không thể ngờ cuộc sống của mình lại có thể thay đổi hoàn toàn hỉ trong hai mươi bốn giờ tới. Los Angeles, thành phố hoa lệ nước Mỹ bỗng nhiên hứng chịu những thảm họa khủng khiếp: một chiếc máy bay chở đầy hóa chất mất phương hướng đâm sầm vào đại lộ đông đúc làm tung tóe chất độc hóa học, biến những cư dân xung quanh thành loài zombie khát máu; chưa hết, đường phố trong nháy mắt bị những trận động đất bóp nát vụn, nhà cao tầng thì giống như những khối gạch đồ chơi trước những cơn sóng thần cao hàng trăm mét ập vào từ ngoài khơi… Thật xui là tất cả những thảm họa đó xảy ra gần như cùng lúc và trong cùng một ngày. Đó cũng chính là lúc câu chuyện của Anthony chính thức mở màn.

## Nhân vật
- Anthony Williams: nhân vật chính, một người vô gia cư bỗng chốc buộc phải trở thành vị cứu tinh bất đắc dĩ.
- The Sick Kid: Lộ ra là một đặc vụ sinh vật học, buộc Anthony phải đưa tới chỗ bác sĩ chữa trị, dù gã mất quá nhiều thời gian để lo cho chú nhóc.
- Juan the Yard-worker: công nhân nhà kho người México mắc chứng đãng trí với chiếc máy cưa cầm trên tay.
- Beverly of Beverly Hills: một ngôi sao Hollywood không khác gì bản sao của nữ minh tinh Paris Hilton, luôn bị ám ảnh về thời trang, sắc đẹp và thèm khát một chuyến đi nghỉ mát tại Hawaii.
- The Sergeant: một viên chỉ huy quân đội cường tráng, mang vóc dáng đồ sộ và luôn trích dẫn những lời phát biểu của Tổng thống Mỹ George W. Bush, thuộc tuýp nhân vật thích sử dụng bạo lực để giải quyết mọi vấn đề phát sinh.

## Cách chơi
Bad Day L.A. có cách chơi kì lạ nhất so với các game cùng dạng. Thay vì phải cầm vũ khí chạy vòng vòng tiêu diệt kẻ địch thì trong tay người chơi chỉ là những vật dụng thông thường trong cuộc sống hàng ngày như: bình chữa cháy, bông băng, ống nước, v.v.. Và trên đường thoát thân khỏi những thảm họa đang dí sát sau lưng, Anthony phải dùng những vật dụng đó để cứu giúp các nạn nhân đang hốt hoảng la hét inh ỏi dọc đường. Mỗi vật dụng có một công dụng cấp cứu riêng như: bông băng để chữa thương, bình cứu hỏa để dập tắt các đám cháy hoặc xịt thẳng vào mặt zombie để… chúng trở lại thành người bình thường… Ngoài ra, còn có các món đồ trợ giúp khác như túi thức ăn nhanh McDonald để hồi phục máu, tạp chí sex có công dụng tăng gấp đôi lượng máu của Anthony trong thời gian ngắn.
Nhiệm vụ trông thì đơn giản nhưng trong game mọi chuyện phức tạp hơn rất nhiều, do người chơi còn phải tìm cách né tránh các tai họa đến từ khắp nơi. Đi trên đường thì có nguy cơ giẫm lên các bãi chất độc nguy hiểm, không cẩn thận còn có thể bị xe hơi tông trúng, thiên thạch va vào đầu, chưa kể đến việc có thể bị trúng đạn của bọn cướp nhà băng, thậm chí những cư dân trong tâm trạng hoảng loạn cũng có thể ném lon, gạch đá về phía người chơi. Cũng may, các thảm họa không dồn lại một lần mà được phân ra thành nhiều màn. Có tất cả 10 màn tương ứng với những thảm họa khác nhau. Đầu mỗi màn, game sẽ chiếu đoạn phim giới thiệu trước nhằm minh họa sức công phá của chúng mãnh liệt như thế nào. Từ tai nạn tàu điện ngầm cho đến sóng thần, từ ăn cướp cho đến khủng bố, tất cả đều đem lại cho người chơi những thử thách hấp dẫn.
Trở lại với Anthony, có thể nhiều người sẽ rất ngạc nhiên vì nhân vật chính chẳng có chút phong độ gì của một anh hùng kiểu mẫu điển hình khá phổ biến. Không vai u thịt bắp không trang bị vũ khí siêu việt cũng chẳng có phép thuật hay năng lực gì đặc biệt ngoài hai bàn tay trắng cùng một mớ kỹ năng mưu sinh góp nhặt sau nhiều năm lăn lộn ở thành phố này. Tuy nhiên với cái đầu tinh ranh, đầy mưu mẹo đã giúp gã có thể sống sót sau những trận thảm họa kinh khủng. Có điều, do lâu không ưu gì với mọi người xung quanh nên việc ra tay giúp đỡ họ bây giờ chẳng khác nào là một cực hình đối với gã. Điều đó dẫn đến những tình huống dở khóc dở cười, đúng với ý đồ của nhà thiết kế lừng danh American McGee. Không ít lần người chơi sẽ nghe Anthony buông tiếng chửi thề vì tốn quá nhiều thời gian mà chưa cứu xong một người nào đó, hay vì quá chậm tay mà nạn nhân đó đã lên đường trước mắt gã. Nhìn chung, lời thoại của Anthony đều rất vui nhộn, phù hợp với tiêu chuẩn hài hước đặc trưng của nhà sản xuất mà nếu người chơi chịu để ý thì Anthony luôn phàn nàn tất cả mọi thứ trong game. Ngoài ra, sự hài hước cũng là yếu tố chủ đạo xuyên suốt 10 màn chơi của game, người chơi sẽ thấy thích thú khi khám phá những trò châm biếm của tác giả được lồng vào đôi khi khéo léo, có lúc lộ liễu nhằm giễu cợt những nhân vật nổi tiếng, cứ sau mỗi màn chơi thì người chơi sẽ cứu được một nhân vật và họ sẽ đi theo người chơi để giúp đỡ.

## Khuyết điểm
Nhìn chung, ý tưởng thì mới mẻ nhưng khi được hiện thực hóa, trò chơi lại trở nên vụng về cả về mặt đồ họa lẫn lối chơi. Để giảm mức độ bạo lực của game xuống mức tối đa, nhà sản xuất đã chọn cách thiết kế game theo dạng 2D nhiều màu sắc sặc sỡ, phông màu tươi sáng nhưng cái giá phải trả là các mô hình trông rất xấu. Từ nhà cửa đến khuôn mặt đều khá thô, nhất là họa tiết đều được đơn giản hóa đến mức tối đa: thay cho hai con mắt là hai dấu chấm (hoặc gạch nếu mắt híp) làm giảm tối đa sức biểu cảm khuôn mặt. Về lối chơi thì lại quá dễ vì cách điều khiển rất đơn giản, ít phím tắt phải ghi nhớ, thêm vào đó là AI quá tệ. Mỗi lần người chơi được phép điều khiển hai nhân vật thì y như rằng hai nhân vật này phối hợp không ăn ý với nhau, rất dễ khiến người chơi rơi vào thế bí, nếu không muốn bị tiêu diệt hết thì chỉ có cách thay đổi qua lại hai nhân vật liên tục, lâu dần sẽ khiến người chơi mệt mỏi và mau chán, dẫn đến giá trị chơi lại của game xuống thấp cực độ, nhất là với những người mới chơi thể loại này lần đầu tiên.

## Đón nhận
Game nhận được một số lời đánh giá và nhận xét thảm hại. GameSpot chỉ chấm 3.0 điểm và gọi đó là "một thất bại khốn khổ" và một "thất bại kỳ lạ trong gần như mọi khía cạnh của việc thực hiện nó". IGN cho 2.7 điểm, nói rằng thật khủng khiếp. Metacritic thì chấm với số điểm tổng hợp của 28%, trong khi G4 của X-Play đưa ra mức đánh giá thấp nhất của họ là 1/5, cũng đem lại cho game "Giải thưởng Cá Đối Vàng" trong năm 2006. Trong khi PC Gamer chỉ cho 20%, cho rằng game "quá vô vị đến nỗi tôi muốn chà rửa bản thân mình với thuốc sát trùng Lysol sau khi nhận được từ máy tính" và "là một bản sao tồi tệ của Postal". GameSpy thì "trao tặng" danh hiệu của giải thưởng "Coaster của năm" vào năm 2006. GamesRadar trao tặng giải thưởng "thiệt hại tài sản thế chấp" dành cho Anti-Game của năm tuyên bố rằng nó dường như được thiết kế để kết thúc danh sách. Nếu như vậy... xin chúc mừng, những chàng trai, bạn đã làm được! ". Thế nhưng, game bị mất giải thưởng cho Sonic The Hedgehog rõ ràng là "đáng thất vọng nhất" hơn là "game tệ nhất tuyệt đối của năm".